# Huracán Ismael
El Huracán Ismael fue un huracán proveniente del océano Pacífico que mató a más de 100 personas en el norte de México, en septiembre de 1995, durante la temporada de huracanes de ese año. Se formó en una área de convección el 12 de septiembre, y velozmente se dirigió hacia la costa siguiendo trayectoria al norte y noroeste. Ismael obtuvo el estatus de huracán el 14 de septiembre cuando se encontraba a 340 km (240 millas) de la costa de México. Continuó al norte y tras pasar cerca de Baja California Sur, tocó tierra en Huatabampo, en el estado Sonora, con vientos de 170 km/h (100 mph). Ismael se debilitó rápidamente una vez en tierra y desapareció el 16 de septiembre al noreste de México. Los últimos vientos de la tormenta entraron a Estados Unidos y se extendieron a través de varios estados.
En la costa, Ismael produjo olas de 9 metros (30 pies) de altura. Cientos de pescadores fueron alcanzados por el huracán sin ser alertados. Moviéndose lentamente, a su paso dejó 52 barcos con daños graves y 57 pescadores muertos. El huracán destruyó cientos de casas, dejando a 30 000 personas sin hogar. En tierra, Ismael causó 59 muertos y dejó pérdidas por 26 millones de dólares estadounidenses en daños. Tras el paso por México, Ismael causó fuertes lluvias en el sur del estado de Nuevo México.

## Historia meteorológica
Un área de convección a unos 273 km (170 millas) al sur de la costa de Guatemala generó un viento que se dirigía a las costas de México, siendo detectada el 9 de septiembre. El sistema se organizó rápidamente, dando origen a una tormenta capaz de ser catalogada bajo la técnica de Dvorak. El 12 de septiembre se transformó en una Depresión Tropical que fue ubicada a 563 km de Manzanillo. La depresión se movió al noroeste y siguió aumentando su intensidad hasta transformarse en la Tormenta Tropical Ismael el 13 de septiembre.
Tras el estatus de tormenta tropical, Ismael se ubicó en una área de aguas cálidas, donde adquirió fuerzas para continuar su viaje. Al inicio, la tormenta se movió al noroeste en respuesta de la interacción de las corrientes que había adquirido, pero lentamente viró hacia el norte, antes de hacer contacto con la Península de Baja California. Como un cambio en la trayectoria no es totalmente predicho por los especialistas, destacaron su trayectoria como incierta tras analizar el patrón de movimiento.
Ismael se mantenía en movimiento,y se había potenciado lo suficiente; el 14 de septiembre, el centro del huracán se mantenía con definición, concentrando vientos de 190 km/h (120 mph). Sin embargo, los vientos externos se mantenía bien organizados cuando se mantenía sobre aguas cálidas.
Isamel se organizó mejor y al final del 14 de septiembre se intensificó, convirtiéndose en un huracán que se ubicaba a 340 km (210 millas) de Puerto Vallarta.

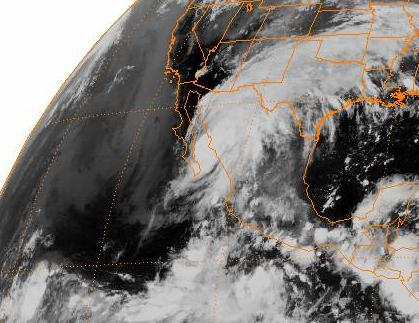
El Huracán Ismael cerca de tocar tierra.

Ismael desarrolló un ojo definido, y seis horas después de convertirse en un huracán, alcanzó su máxima intensidad de 228 km/h (130 millas/h). El huracán mantuvo su fuerza y continuó su marcha hacia el norte, haciendo contacto con la tierra en Topolobampo, en el estado de Sinaloa, el 15 de septiembre. Su intensidad se redujo rápidamente por la cercanía de la Sierra Madre Occidental, que son terrenos de mucha altura. Ismael se disipó el 16 de septiembre a 95 km (55 millas) al sur de la frontera entre México y Estados Unidos, extendiéndose los restos del huracán a algunos estados del este de Estados Unidos.

## Días previos
Inicialmente, el Huracán Ismael fue anunciado que permanecería en el océano Pacífico. Sin embargo, cuando los movimientos hacia el norte se hicieron evidentes, el gobierno de México lanzó una alerta de tormenta tropical desde Manzanillo hasta Cabo Corrientes y para las Islas Marías. Al poco tiempo, la alerta se extendió a Los Mochis y para el sur de la costa de Baja California Sur, al sur del paralelo 25º N. Diez horas antes que el huracán tocara tierra, el gobierno mexicano alertó de huracán entre Mazatlán a Los Mochis. Antes de la llegada de Ismael, 1572 personas habían sido evacuadas a albergues dispuestos por el gobierno.

## Impacto

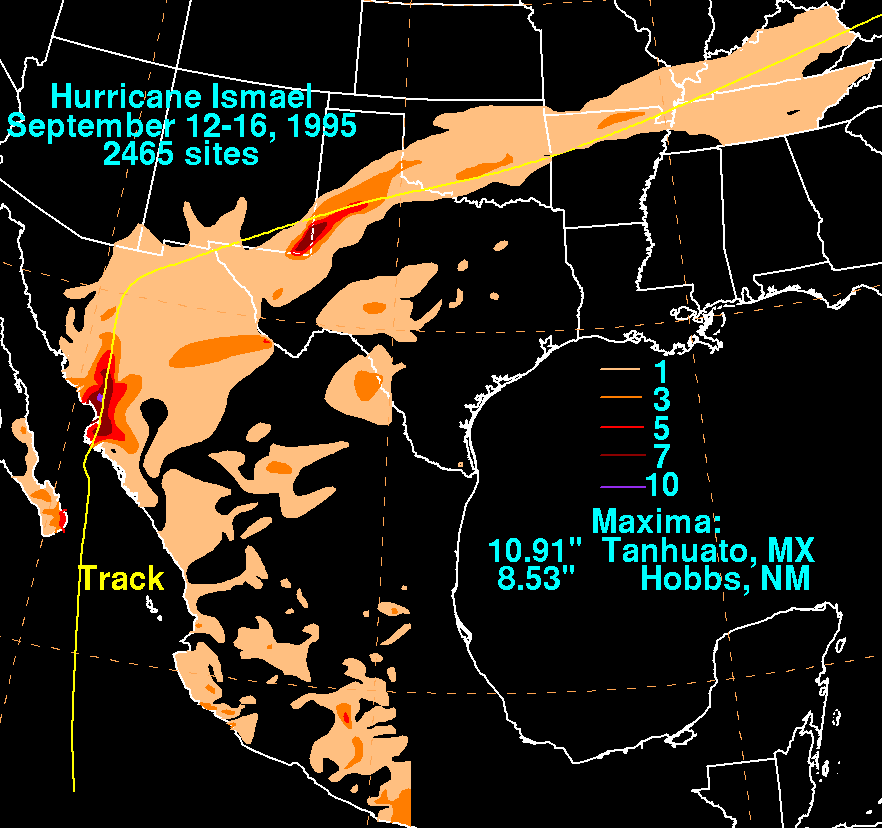
LLuvias dejadas por el Huracán Ismael.

EL Huracán Ismael produjo olas de 9 metros (30 pies) en el golfo de California y las costas de México. Se anunció que el huracán se movería más lento de la velocidad que alcanzó en la realidad, lo que dejó a cientos de pescadores sin la mínima preparación para recibir los embates del huracán, debido a las pésimas condiciones de comunicación entre el puerto y los botes. Debido a esto, 52 botes sufrieron daños graves, de los cuales 20 se hundieron. Murieron 57 pescadores en la costa. Cerca de 150 pescadores sobrevivieron esperando el paso del huracán refugiados en islas, dunas y otros botes. La Marina de Estados Unidos y otros pescadores buscaron durante días a más víctimas o sobrevivientes a la tormenta.
Mientras Ismael se desplazaba a través del noroeste de México, las intensas lluvias dejadas por el huracán llegaron hasta los 197 mm (7,76 pulgadas) en Sinaloa, inundando cuatro municipios del estado. En uno de los municipios afectados, el paso del huracán destruyó 373 casas y dañó otras 4790. Además dejó a 177 casas sin servicio de energía eléctrica. Los daños más graves que dejó Ismael ocurrieron cuando tocó tierra. En Los Mochis, los vientos de Ismael botaron casas y postes telefónicos, sin dejar víctimas fatales. Un total de 54 personas murieron en el estado de Sinaloa durante el impacto del huracán.
Ismael produjo fuertes lluvias que al norte, dejando 276 mm (10,9 pulgadas) de agua en el estado de Sonora. Las inundaciones más graves ocurrieron en Huatabampo. El huracán afectó directamente a 24 111 personas de 8 municipios de Sonora. Además, Ismael destruyó 4728 casas y quitó el techo de 6827 casas. A su paso destruyó 107 escuelas y 2 hospitales del estado. Botó las líneas de alta tensión, causando interrupciones del servicio de electricidad y los sistemas de comunicación como el teléfono. Ismael deterioró cerca de 3481 km (2163 millas) de caminos de tierra y 165 km (100 millas) de caminos pavimentados. 250 personas perdieron su empleo en Sonora por el hundimiento de los barcos pesqueros. Además, 215 km² (83 millas2) de tierra cultivable se vieron afectadas por las inundaciones. Los daños en Sonora se estimaron en 8,6  millones de dólares estadounidenses (50 millones de pesos mexicanos).
A través de México, Ismael dejó a 30 000 personas sin hogar. Dejó al menos 116 muertos y daños por 26 millones de dólares estadounidenses (197 millones de pesos)
Los vientos y cúmulos remanentes de Ismael se extendieron por el suroeste de Arizona y el sur de Nuevo México. La tormenta dejó una abundante lluvia cerca del límite entre Nuevo México y Texas, con un total de 216 mm (8,53 pulgadas) en Hobbs, Nuevo México.
Debido a las intensas lluvias, se inundaron caminos y casas. Varias carreteras y vías férreas fueron cerradas por causa de la acumulación de agua. Los daños en Nuevo México se estimaron en 250 000 dólares estadounidenses.

## Días siguientes
Tras el paso del huracán, trabajadores repararon rápidamente las redes de comunicaciones, y otros distribuyeron ayuda a las víctimas en Sonora. El gobierno mexicano entregó cerca de 4,5 millones de dólares (34 millones de pesos) como fondos de restauración de casas y la mayoría de la infraestructura dañada. Los voluntarios distribuyeron 4800 sábanas, 500 cojines y 1500 colchonetas a las víctimas del huracán. Todos los barcos y botes hundidos, junto con los cuerpos de las víctimas fatales fueron recuperados por buzos.

## Retiro del nombre
Debido a los daños y las muertes, la World Meteorological Organization (en español: Organización Mundial de Meteorología) retiró el nombre de Ismael y lo reparó con Israel, otro nombre en español que comienza con la letra "I" que sería usado en la temporada de huracanes del Pacífico de 2001. Durante la temporada del 2001, un reportero consideró que usar el nombre Israel era una ofensa. Cientos de correos electrónicos y llamadas telefónicas llegaron al National Hurricane Center (en español: Centro Nacional de Huracanes), y como resultado de la presión de la gente, este centro se contactó con la Organización Mundial de Meteorología. Así el nombre Israel fue reemplazado por "Ivo" durante la temporada y se utilizó nuevamente en la temporada de huracanes del Pacífico de 2007.